# La Reine Isabelle de France à cheval
Le portrait de la Reine Isabelle de Bourbon à Cheval est une huile sur toile de  Diego Velázquez peinte en 1628-1636 et conservée au Musée du Prado depuis sa création en 1819. C'est un portrait équestre de la reine Isabelle de Bourbon.

## Analyse
Velázquez avait reçu une commande pour une série de portraits équestres de la famille royale, destinés au Salon des Royaumes du Palais du Buen Retiro de Madrid. La toile y fut exposée aux côtés des portraits de Philippe III d'Espagne, de sa femme  Marguerite d’Autriche  de son fils Philippe IV et du prince Balthazar Carlos.
Comme pour la toile de son époux, Philippe IV, la participation de l’atelier de Vélasquez pour cette toile est importante. D’après les études du musée du Prado sous la direction de Carmen Garrido, les cinq portraits équestres furent peints en même temps avec la même préparation.
De nombreuses critiques font l’hypothèse que Vélasquez ait retouché une peinture antérieure d’un peintre ancien et méticuleux dans les détails du vêtement de la reine et du harnais du cheval. Ces hypothèses entrent en contradiction avec les radiographies qui laissent voir une première peinture du ventre du cheval harnaché et l’habit de la reine. Ceux-ci sont bien plus simplifiés que dans leur version actuelle. Postérieurement, et alors que Vélasquez faisait des retouches sur la tête de la reine et les jambes du cheval, un autre peintre plus patient ajouta les minutieux détails des vêtements, masquant des parties du cheval qui étaient déjà peintes.

## Description
La Reine apparaît de profil avec une robe brodée d’or, avec ses armes et initiales.
Le cheval est représenté alors qu'il marche. C’est un cheval blanc avec une large crinière qui tombe. Il regarde vers la gauche afin que l'œuvre soit symétrique avec celle de son époux qui regarde vers la droite.
Les chevaux de Vélasquez sont ici un mélange de frison - fougueux et brillants- et de chevaux résistants aux formes lourdes. Les animaux préférés de Vélasquez sont le chien, le cheval qui faisait partie de l’entourage du roi.

## Postérité
Dans sa série de gravures d'après Vélasquez, Francisco de Goya a effectué une copie de La Reine Isabelle de France à cheval intitulée Isabelle de Bourbon. Reine d'Espagne, épouse de Philippe IV (1778, eau-forte).